# مشلان
شهر مشلان (به فرانسوی: Mechelen) در شهرستان مشلان در استان آنتوئر در منطقه فلاندری در کشور بلژیک واقع شده‌است.